# فرانک داکس
فرانک داکس (انگلیسی: Frank Dux؛ زادهٔ ۱۳ ژوئیهٔ ۱۹۵۶) یک هنرمند رزمی کار، طراح مبارزه فیلم‌های اکشن و نویسنده کانادایی‌تبار است.
به گفته خودش، یک متخصص نینجوتسو به نام سنزو تاناکا در دوران نوجوانی او را به عنوان یک نینجا آموزش داد. او مدرسه نینجوتسو خود را به نام (داکس ریی نینجوتسو) تأسیس کرد و گفته‌است که در سال ۱۹۷۵ در یک تورنمنت مخفی هنرهای رزمی به نام کومیته برنده شد. ادعای پیروزی او در کومیته الهام‌بخش فیلم رینگ خونین در سال ۱۹۸۸ با بازی ژان-کلود ون دام بود. پیروزی داکس در کومیته، و همچنین وجود کومیته که او توصیف کرد و سنزو تاناکا، مورد بحث قرار گرفته‌است. داکس از سال ۱۹۷۵ تا ۱۹۸۱ در نیروی ذخیره نیروی دریایی ایالات متحده خدمت کرد و ادعا می‌کند که برای مأموریت‌های مخفیانه به آسیای جنوب شرقی اعزام شده و نشان افتخار (آمریکا) دریافت کرده‌است. او همچنین ادعا می‌کند که توسط ویلیام جوزف کیسی، مدیر آژانس اطلاعات مرکزی (سیا) برای کار به عنوان یک مأمور مخفی استخدام شده‌است. با این حال، سوابق نظامی او نشان می‌دهد که او هرگز به خارج از کشور اعزام نشده و هیچ جایزه ای دریافت نکرده‌است. داکس بیان می‌کند که ارتش سوابق او را خراب کرده‌است تا او را بی‌اعتبار کند. از طرفی او به جعل خدمت سربازی خود متهم شده‌است و ادعای او مبنی بر کار برای سازمان سی‌آی‌ای توسط رابرت گیتس، مدیر اطلاعات مرکزی، ژنرال نورمن شوارتسکف جونیور، سرلشکر جان کی، رد شده‌است.